# Edwin Płażek (chemik)
Edwin Stefan Płażek (ur. 14 czerwca 1898 w Wiedniu, zm. 25 listopada 1964 we Wrocławiu) – polski chemik, profesor zwyczajny.

## Życiorys
Był synem Edwina Teodora Płażka i Stefanii z domu Wesołowskiej. Brat Feliksa. Jako ochotnik zaciągnął się do Wojska Polskiego w 1918 i uczestniczył w wojnie polsko-bolszewickiej. Po zdemobilizowaniu zaczął studia na Wydziale Chemicznym Politechniki Lwowskiej dyplom inżyniera chemika uzyskał 24 czerwca 1924. W 1926 uzyskał stopień doktora nauk technicznych. W 1931 został habilitowany z zakresu chemii organicznej i jako zastępca profesora objął kierownictwo Katedry Chemii Ogólnej na Wydziale Rolniczo-Lasowym Politechniki Lwowskiej
W grudniu 1936 otrzymał tytuł profesora nadzwyczajnego chemii ogólnej, w 1939 Politechnika Lwowska wystąpiła z wnioskiem o przyznanie mu tytułu profesora zwyczajnego, wojna przerwała te starania.
U kresu II wojny światowej w styczniu 1945 został aresztowany przez sowietów i był skierowany do pracy przymusowej. W toku przesiedleń Polaków ze Lwowa osiadł we Wrocławiu. Został prorektorem Politechniki Wrocławskiej. W sierpniu 1946 dostaje nominację na profesora zwyczajnego. W 1948 obejmuje kierownictwo Katedry Chemii Organicznej Politechniki Wrocławskiej pozostając na tym stanowisku do śmierci.
Został pochowany na cmentarzu św. Wawrzyńca we Wrocławiu.

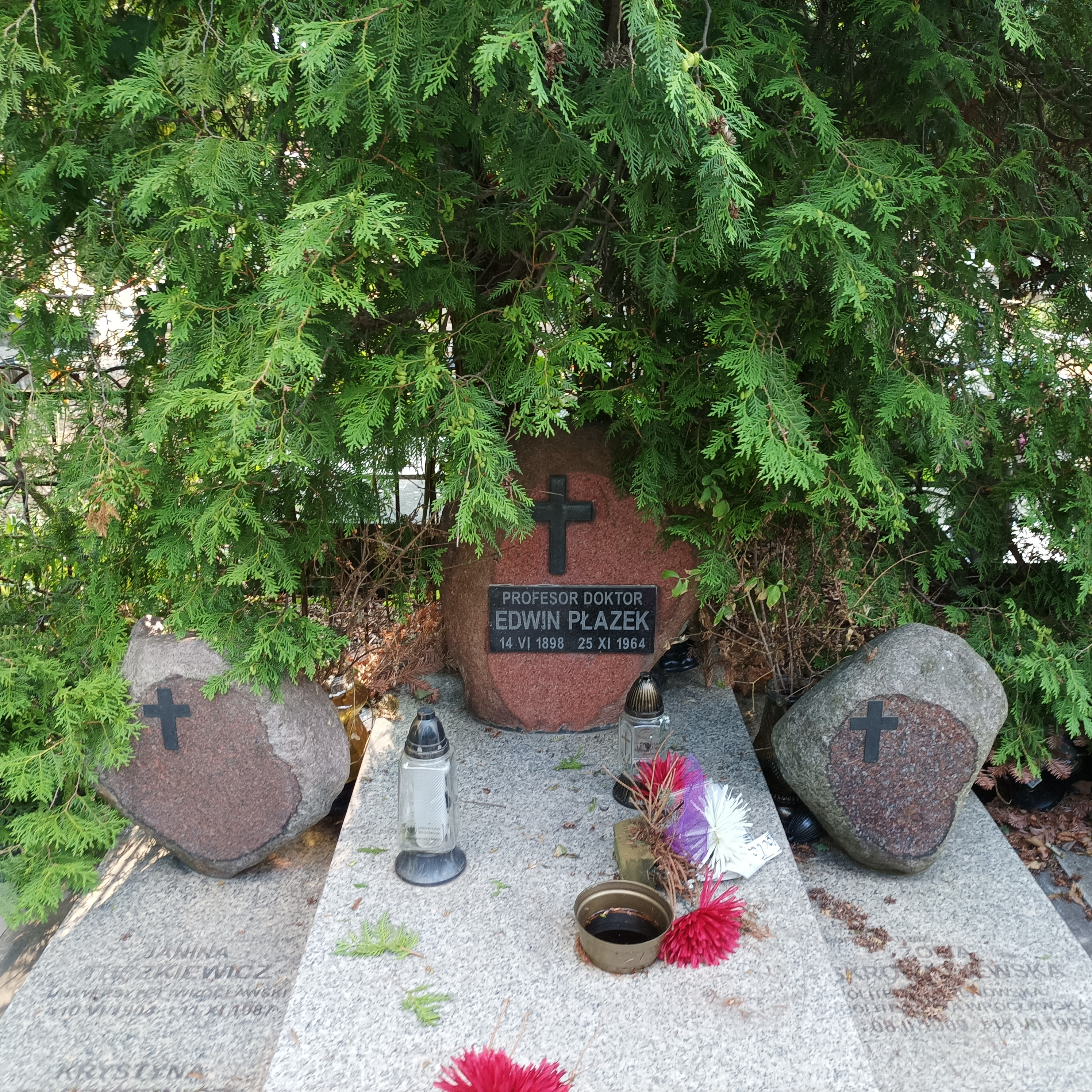
Grób prof. Edwina Płażka na cmentarzu św. Wawrzyńca we Wrocławiu

## Odznaczenia i ordery
- Krzyż Srebrny Orderu Virtuti Militari
- Krzyż Oficerski Orderu Odrodzenia Polski
- Medal Dziesięciolecia Odzyskanej Niepodległości
- Medal 10-lecia Polski Ludowej (1955)[2]